# Cincinnati Open 2025
Die Cincinnati Open 2025 sind der Name eines Tennisturniers der WTA Tour 2025 für Damen sowie eines Tennisturniers der ATP Tour 2025 für Herren, welche zeitgleich vom 7. bis 18. August 2025 in Mason, Ohio bei Cincinnati, stattfinden.

## Herren
→ Qualifikation: Cincinnati Open 2025/Herren/Qualifikation

## Damen
→ Qualifikation: Cincinnati Open 2025/Damen/Qualifikation